# Финал Кубка СССР по футболу 1947
Финал Кубка СССР по футболу 1947 года состоялся 21 июля. Московский «Спартак» победил московское «Торпедо» со счётом 2:0 и стал обладателем Кубка СССР.

## Путь к финалу
| Спартак Москва   | Спартак Москва | Спартак Москва | Этап        | Торпедо Москва | Торпедо Москва | Торпедо Москва     |
| ---------------- | -------------- | -------------- | ----------- | -------------- | -------------- | ------------------ |
| Соперник         | Место          | Счёт           |             | Соперник       | Место          | Счёт               |
| Торпедо Горький  | Дома           | 4:0            | 1/16 финала |                |                |                    |
| Крылья Советов   | Дома           | 3:0            | 1/8 финала  | ВМС Москва     | Дома           | 6:0                |
| Динамо Киев      | Дома           | 2:0            | 1/4 финала  | Динамо Тбилиси | Дома           | 1:1 (доп. вр. 1:0) |
| Динамо Ленинград | Дома           | 2:1            | 1/2 финала  | ЦДКА           | Дома           | 1:0                |

## Ход финального матча
Московские «Торпедо» и «Спартак» впервые встречались между собой в финале Кубка СССР по футболу. Для красно-белых это финал был четвёртым (во всех предыдущих он побеждал), а для «Торпедо» — первым. Кроме того, команды ранее не встречались между собой ни на одной из стадий этого турнира.
Перед финалом, на тренировке, «Спартак» понёс существенную потерю: был травмирован нападающий Сергей Сальников, забивший 4 мяча в том розыгрыше Кубка СССР. Его позицию в финале занял Александр Рысцов. Первый гол был забит на 22-й минуте: отличился нападающий «Спартака» Николай Дементьев, замыкавший прострел другого форварда Алексея Соколова. На 40-й минуте красно-белые увеличили отрыв в счёте: подача с углового удара Ивана Конова пришлась на полузащитника Олега Тимакова, головой отправившего мяч в сетку ворот «Торпедо». Второй тайм не принёс забитых мячей и московский «Спартак» в четвёртый раз стал обладателем Кубка СССР по футболу.

## Финал
| Спартак Москва              | 2:0   | Торпедо Москва |
| --------------------------- | ----- | -------------- |
| Дементьев 22′ · Тимаков 40′ | Отчёт |                |

| СПАРТАК:        |  |                     |
|                 |  |                     |
| Вр              |  | Алексей Леонтьев    |
| Зщ              |  | Серафим Холодков    |
| Зщ              |  | Анатолий Сеглин     |
| Зщ              |  | Василий Соколов     |
| ПЗ              |  | Олег Тимаков        |
| ПЗ              |  | Константин Рязанцев |
| Нап             |  | Иван Конов          |
| Нап             |  | Георгий Глазков     |
| Нап             |  | Алексей Соколов     |
| Нап             |  | Николай Дементьев   |
| Нап             |  | Александр Рысцов    |
| Главный тренер: |  |                     |
| Альберт Вольрат |  |                     |

| ТОРПЕДО:           |  |                      |
|                    |  |                      |
| Вр                 |  | Анатолий Акимов      |
| Зщ                 |  | Николай Ильин        |
| Зщ                 |  | Николай Евсеев       |
| Зщ                 |  | Агустин Гомес Пагола |
| ПЗ                 |  | Антон Яковлев        |
| ПЗ                 |  | Николай Морозов      |
| ПЗ                 |  | Василий Панфилов     |
| Нап                |  | Георгий Жарков       |
| Нап                |  | Александр Пономарёв  |
| Нап                |  | Пётр Петров          |
| Нап                |  | Василий Жарков       |
| Главный тренер:    |  |                      |
| Константин Квашнин |  |                      |